# Ilse Saris
Ilse Gemma Saris (Enschede, 23 september 1975) is een Nederlands politica namens Nieuw Sociaal Contract (NSC). Saris werd op 4 juli 2024 beëdigd als Kamerlid van NSC, nadat er drie Kamerleden van NSC hun carrière vervolgden in het kabinet-Schoof.
Saris was actief voor het CDA tot 2020. De gemeenteraad van Winterswijk kende haar op 12 maart 2019 de erepenning van de gemeente Winterswijk toe en werd hierna directeur-bestuurder van Avedan (welzijnsorganisatie en maatschappelijk werk in Twente) tot haar beëdiging tot Tweede Kamerlid namens NSC. Daar werd zij woordvoerder voor de portefeuilles sociaal economisch beleid, sociale zekerheid, integratie en sport. Op 1 oktober 2024 gaf Saris haar maidenspeech tijdens het spoeddebat over de problemen met de WIA bij het UWV.
Diederik Boomsma · Faith Bruyning · Olger van Dijk · Annemarie Heite · Harm Holman · Folkert Idsinga · Daniëlle Jansen · Agnes Joseph · Isa Kahraman · Willem Koops · Ria de Korte · Pieter Omtzigt · Wytske Postma · Ilse Saris · Jesse Six Dijkstra · Aant Jelle Soepboer · Nicolien van Vroonhoven · Sander van Waveren · Merlien Welzijn · Natascha Wingelaar
- Parlement.com: vm6vcsxutpv0